# Besart Abdurahimi
Besart Abdurahimi (født 31. juli 1990) er en makedonsk fodboldspiller.

## Makedoniens fodboldlandshold
| Makedoniens landshold | Makedoniens landshold | Makedoniens landshold |
| År                    | Kmp                   | Mål                   |
| --------------------- | --------------------- | --------------------- |
| 2014                  | 5                     | 1                     |
| 2015                  | 6                     | 0                     |
| Total                 | 11                    | 1                     |